# Pecopteris arborescens

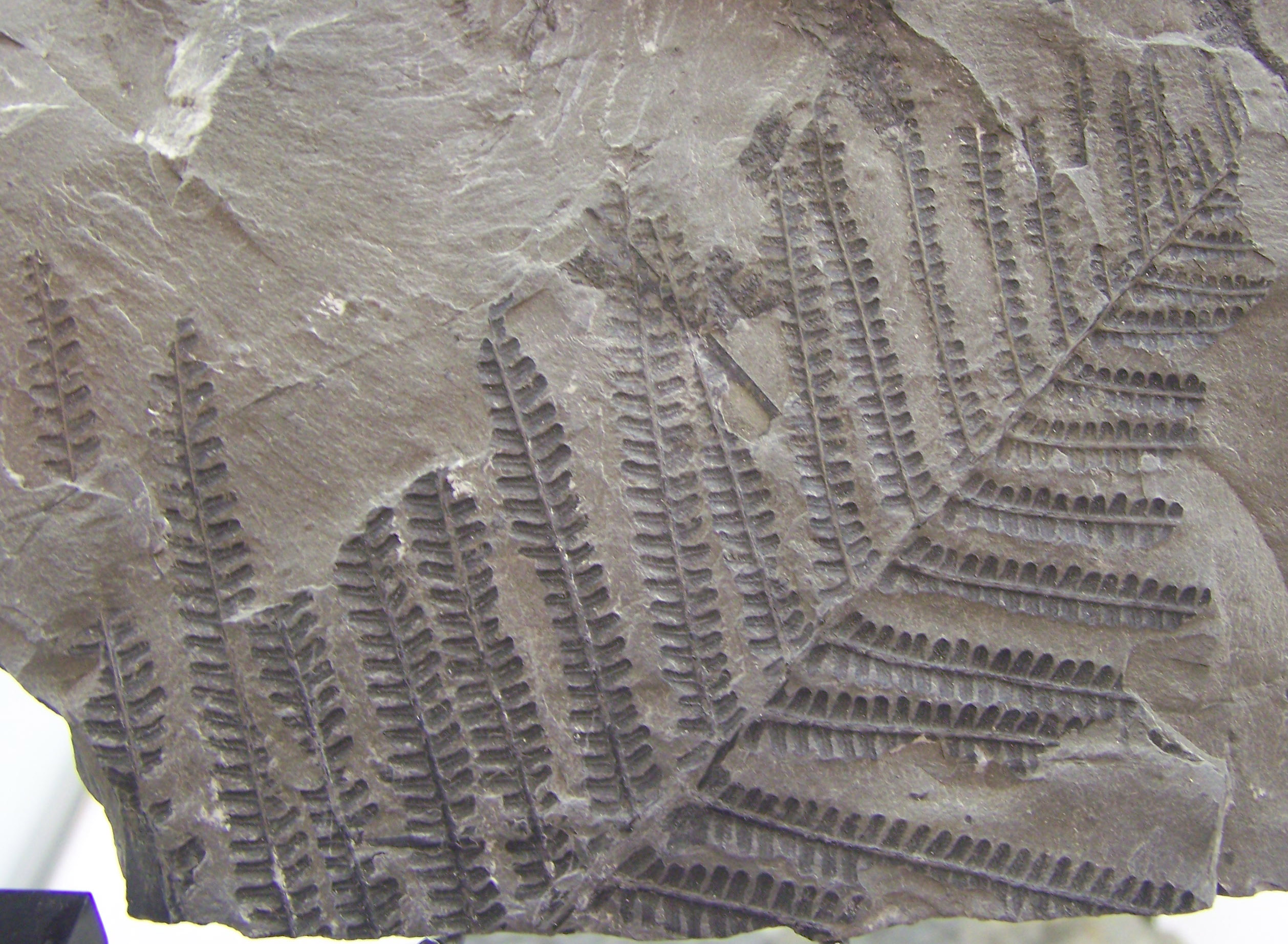
Fóssil de Pecopteris arborescens.

Pecopteris arborescens é uma espécie de samambaia que floresceu no período Carbonífero.